# Las Estrellas
Las Estrellas (dříve známý jako Canal de las Estrellas) je mexická pozemní televizní stanice vlastněná společností Televisa. Vysílání bylo zahájeno 21. března 1951.
Stanice vysílá po celém mexickém území prostřednictvím sítě 129 vysílacích stanic, 2 přidružených stanic a 1 multiprogramové přenosové stanice.

## Vysílané a odvysílané pořady(výběr)
- Amigas y rivales (Přátelé a soupeři), telenovela
- Amor real (Opravdová láska), telenovela
- Esmeralda, telenovela
- La usurpadora (Dvě tváře lásky), telenovela
- Los ricos también lloran (Bohatí také pláčou), telenovela
- María la del Barrio, telenovela
- María Mercedes, telenovela
- Marimar, telenovela
- Médicos, línea de vida (Zdravotníci, linie života), telenovela
- Rosalinda, telenovela
- Rosa salvaje (Divoká růže), telenovela
- Rubí, telenovela
- Soy tu dueña (Jsem tvoje paní), telenovela
- Tormenta en el paraíso (Bouře v ráji), telenovela